# Scott Sinclair
Scott Andrew Sinclair (Bath, 25 maart 1989) is een Engels betaald voetballer die bij voorkeur in de aanval speelt. Hij tekende in januari 2020 een contract tot medio 2022 bij Preston North End, dat hem overnam van Celtic.

## Clubcarrière
Sinclairs voetbalcarrière begon in 2004 bij Bristol Rovers, nadat hij vanaf zijn negende daar in de jeugdacademie speelde. Op zijn vijftiende maakte hij zijn debuut als wissel voor Junior Agogo. In 2005 werd hij door Chelsea gekocht, waar hij in het jeugdteam werd gezet. Daar speelde hij 21 wedstrijden en scoorde hij vijftien keer.
In 2007 werd Sinclair uitgeleend aan Plymouth Argyle. Hiervoor scoorde hij twee keer in vijftien wedstrijden. Toen hij terugkeerde bij Chelsea speelde hij daarmee op 6 mei 2007 in de Premier League tegen Arsenal. In die wedstrijd kwam hij als wissel het veld in voor Shaun Wright-Phillips. In een wedstrijd tegen Manchester United begon hij in de basis, maar raakte hij geblesseerd aan zijn voet na een tackle van Wes Brown. Zijn eerste doelpunt voor Chelsea scoorde Sinclair tegen Hull City in wedstrijd om de Carling Cup.
Chelsea leende Sinclair van 2007 tot en met 2010 aan zes verschillende clubs uit, maar bij terugkeer wist hij nooit de beleidsmakers in Londen te overtuigen. In augustus 2010 liet Chelsea hem definitief gaan, naar Swansea City. Met die club dwong hij op 30 mei 2011 promotie af naar de Premier League door Reading FC in de finale van de play-offs met 4-2 te verslaan. Sinclair scoorde in de finale drie keer. Na twee seizoenen bij Swansea City tekende Sinclair  op de slotdag van de transferperiode in de zomer van 2012 een meerjarig contract bij Manchester City. Dat verhuurde hem gedurende het seizoen 2013/14 aan West Bromwich Albion.
Nadat Manchester City Sinclair in januari 2015 voor een half jaar verhuurde aan Aston Villa, nam die club hem in mei 2015 definitief over. Hij tekende er een contract tot medio 2019. Aston Villa betaalde circa €3.500.000,- voor Sinclair. Hij degradeerde in 2016 met de club naar de Championship.

## Nationale teams
Sinclair speelde voor Engeland onder 17, onder 18 en onder 19. Bij de laatste werd hij uit de selectie gezet omdat hij zich niet hield aan de avondklok van het team. Hij nam met het Brits olympisch voetbalelftal onder leiding van bondscoach Stuart Pearce deel aan de Olympische Spelen van 2012 in Londen.

## Statistieken
| Seizoen | Club                   | Land               | Competitie           | Duels | Doelp. |
| ------- | ---------------------- | ------------------ | -------------------- | ----- | ------ |
| 2004/05 | Bristol Rovers         | Vlag van Engeland  | League Two           | 2     | 0      |
| 2005/06 | Chelsea                | Vlag van Engeland  | Premier League       | 0     | 0      |
| 2006/07 | Chelsea                | Vlag van Engeland  | Premier League       | 0     | 0      |
| 2006/07 | → Plymouth Argyle      | Vlag van Engeland  | Championship         | 15    | 2      |
| 2006/07 | Chelsea                | Vlag van Engeland  | Premier League       | 2     | 0      |
| 2007/08 | Chelsea                | Vlag van Engeland  | Premier League       | 0     | 0      |
| 2007/08 | → Queens Park Rangers  | Vlag van Engeland  | Championship         | 9     | 1      |
| 2007/08 | Chelsea                | Vlag van Engeland  | Premier League       | 1     | 0      |
| 2007/08 | → Charlton Athletic    | Vlag van Engeland  | Championship         | 3     | 0      |
| 2007/08 | → Crystal Palace       | Vlag van Engeland  | Championship         | 6     | 2      |
| 2008/09 | Chelsea                | Vlag van Engeland  | Premier League       | 2     | 0      |
| 2008/09 | → Birmingham City      | Vlag van Engeland  | Championship         | 14    | 0      |
| 2009/10 | → Wigan Athletic       | Vlag van Engeland  | Premier League       | 18    | 1      |
| 2010/11 | Swansea City           | Vlag van Engeland  | Championship         | 46    | 22     |
| 2011/12 | Swansea City           | Vlag van Engeland  | Premier League       | 38    | 8      |
| 2012/13 | Swansea City           | Vlag van Engeland  | Premier League       | 1     | 0      |
| 2012/13 | Manchester City        | Vlag van Engeland  | Premier League       | 11    | 1      |
| 2013/14 | → West Bromwich Albion | Vlag van Engeland  | Premier League       | 8     | 0      |
| 2014/15 | Manchester City        | Vlag van Engeland  | Premier League       | 2     | 0      |
| 2014/15 | → Aston Villa          | Vlag van Engeland  | Premier League       | 9     | 1      |
| 2015/16 | Aston Villa            | Vlag van Engeland  | Premier League       | 27    | 2      |
| 2016/17 | Celtic                 | Vlag van Schotland | Scottish Premiership | 35    | 21     |
| 2017/18 | Celtic                 | Vlag van Schotland | Scottish Premiership | 35    | 10     |
| 2018/19 | Celtic                 | Vlag van Schotland | Scottish Premiership | 33    | 9      |
| 2019/20 | Celtic                 | Vlag van Schotland | Scottish Premiership | 2     | 0      |
| 2019/20 | Preston North End      | Vlag van Engeland  | Championship         | 6     | 1      |
| Totaal  | Totaal                 | Totaal             | Totaal               | 325   | 81     |

## Privé
Sinclair heeft een relatie met Coronation Street-actrice Helen Flanagan.